# Ciutat-prefectura
Una ciutat-prefectura (en xinès: 地级市, pinyin: dìjí shì, literalment 'ciutat a nivell de prefectura'), de vegades traduït gairebé directament com a «ciutat a nivell de prefectura» o «municipi a nivell de prefectura», és una divisió administrativa de la República Popular de la Xina que se situa al segon nivell de l'estructura político-administrativa: Per sota del nivell provincial i per sobre del nivell de comtat. És la divisió més freqüent d'aquest segon nivell, amb 283 ciutats-prefectura l'any 2005, que també inclou les prefectures, lligues i prefectures autònomes. Una ciutat-prefectura sol ser un centre urbà envoltat d'una àmplia zona rural en la qual hi ha també més ciutats, localitats i pobles, la qual cosa en occident sol considerar-se l'àrea metropolitana o aglomeració urbana. Són moltes les ciutats que tenen el mateix nom que la ciutat-prefectura en la qual estan.

## Descripció i característiques
Les ciutats-prefectura formen un segon nivell, de facto, de l'estructura administrativa (al costat de les prefectures, les lligues i les prefectures autònomes). Els caps administratius (alcaldes) de les ciutats-prefectura tenen en general el mateix rang que un cap de divisió (xinès simplificat: 司长) d'un ministeri nacional. Des de la dècada de 1980, la majoria d'antigues prefectures han estat canviades de nom a ciutats-prefectura.
Una ciutat-prefectura no és una «ciutat» en el sentit habitual del terme (és a dir, un gran assentament urbà continu), sinó una unitat administrativa que comprèn, en general, una zona urbana central principal (una ciutat en el sentit habitual, amb el mateix nom, habitualment, que la ciutat-prefectura) amb un centre administratiu i l'àrea rural que l'envolta, molt més gran, que té moltes petites ciutats, pobles i llogarets. Les ciutats-prefectura més grans poden tenir més de 100 km de longitud.
Les ciutats-prefectura gairebé sempre tenen diversos comtats, ciutats-comtats i altres subdivisions. Això resulta del fet que les anteriorment predominants prefectures, a les quals han reemplaçat les ciutats-prefectura en la seva majoria, van anar al seu torn grans unitats administratives que contenien ciutats, petits pobles i àrees rurals. Per distingir una ciutat-prefectura de la seva actual zona urbana (la ciutat en el sentit estricte), s'utilitza el terme 市区 shìqū («zona urbana»).
La primera ciutat-prefectura es va crear el 5 de novembre de 1983. Durant les dues dècades següents, les ciutats-prefectura han anat reemplaçant la gran majoria de les prefectures xineses, un procés que encara està en curs.
La majoria de les províncies estan organitzades, per complet o gairebé per complet, en ciutats-prefectura. De les 22 províncies i 5 regions autònomes de la Xina, només 3 províncies (Yunnan, Guizhou i Qinghai) i dues regions autònomes (Xinjiang, Tibet) tenen més de tres divisions de segon nivell o nivell prefectural que no siguin ja ciutats-prefectura.
Els criteris que una prefectura xinesa ha de complir per a convertir-se en una ciutat-prefectura són els següents:
- tenir un centre urbà amb una població no rural de més de 250.000 habitants;
- que la producció bruta del valor de la indústria sigui de 200 milions de RMB;
- que la producció de la indústria terciària hagi superat la indústria primària, contribuint en més del 35% del PIB.[1]

Ja hi ha 15 grans ciutats-prefectures que han aconseguit ser considerades ciutats subprovincials i que gaudeixen una autonomia major, encara que inferior al de les municipalitats.
Shijiazhuang i Zhengzhou són les majors ciutats-prefectura amb poblacions que s'acosten o fins i tot superen a algunes ciutats subprovincials.
Una ciutat-subprefectura és una ciutat de nivell del comtat que té poders propers als del nivell de les ciutats-prefectura.

## Representació cartogràfica i estadístiques

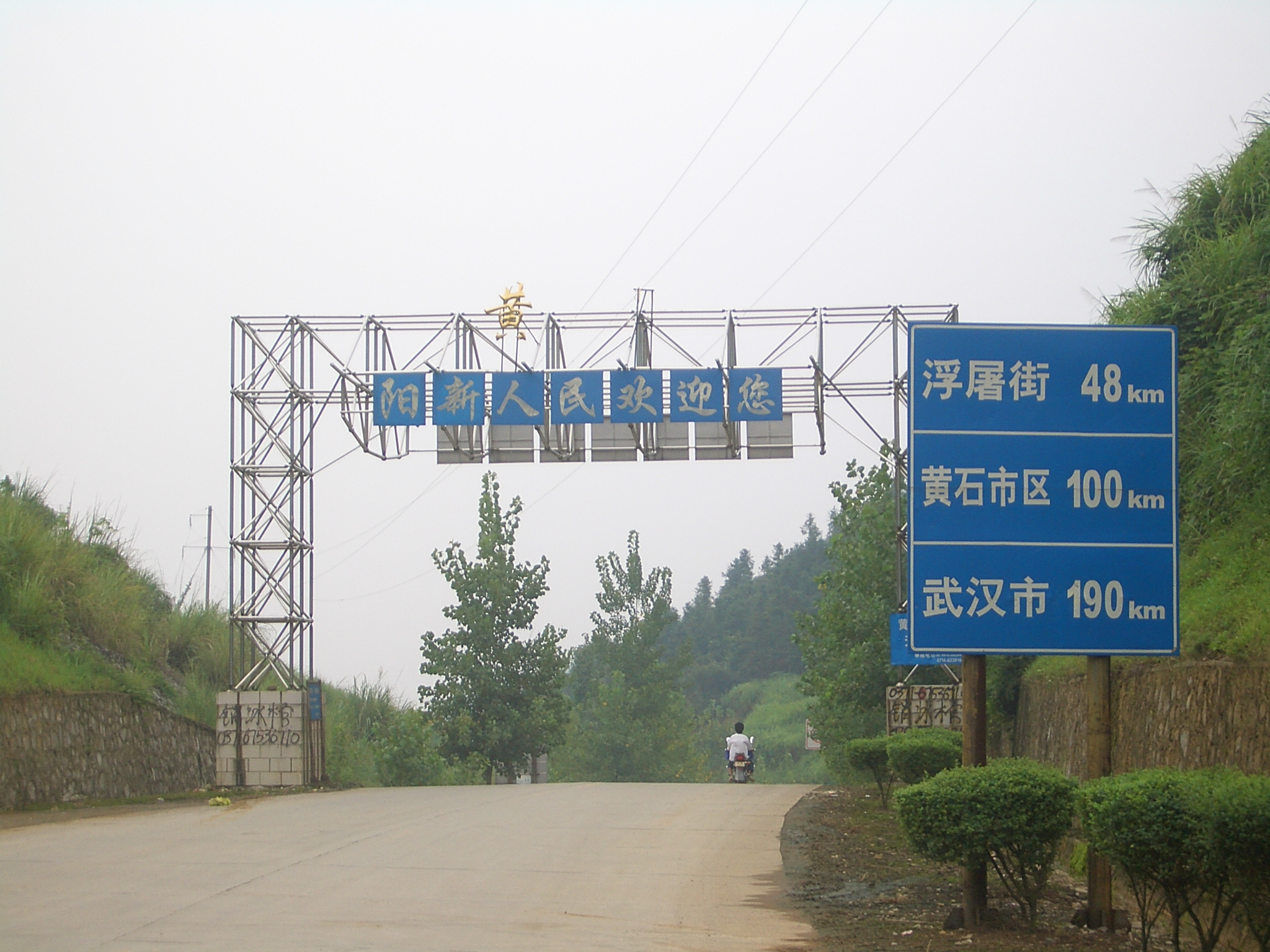
Un senyal de trànsit indica la distància a la "zona urbana de Huangshi" (黄石市区) en lloc de simplement "Huangshi" (黄石). Aquesta és una distinció útil, perquè el senyal es troba ja dins de la ciutat-prefectura de Huangshi (immediatament després d'entrar al seu comtat de Yangxin des de la veïna Xianning), però encara a 100 km de la principal zona urbana de Huangshi.

En la majoria dels països occidentals hi ha una distinció clara entre les "ciutats" i les unitats administratives, siguin comtats, prefectures, districtes, etc. Les primeres són generalment considerades com a entitats punt i es representen en els mapes amb un cercle, o altres símbols, que mitjançant l'escala donen idea de la grandària de la seva població; les segones, en el cas que apareguin, es mostren com a àrees amb fronteres clarament definides. La distinció és evident, ja que per exemple, Lleida és un objecte diferents del Segrià, del qual és la capital. A la Xina, no obstant això, el mateix nom (per exemple, 咸宁市, Xianning Shi) s'utilitza per referir-se tant a tota la "ciutat-prefectura" com al seu nucli urbà. Això comporta que algunes convencions cartogràfiques utilitzades a la Xina siguin diferents de les de la majoria de països.
En general, un mapa de menys detall, que no mostri les divisions administratives per sota del nivell provincial, no farà més que marcar la ubicació del nucli urbà (o, més precisament, la del govern de la ciutat) amb un cercle, igual que es mostren les ciutats en un mapa d'un país europeu. El cercle s'etiqueta amb el nom de la ciutat (per exemple, 咸宁市, Xianning Shi) en lloc de, per exemple, la del districte en el qual es troba el nucli urbà. El mateix mapa també pot mostrar altres llocs de població prou grans dins de la mateixa ciutat-prefectura, retolant-los basant-se en les unitats de tercer nivell administratiu al fet que corresponguin. Per exemple, juntament amb Xianning, un mapa pot mostrar el comtat de Tongshan, sense indicar de cap manera que administrativament, aquest segon forma part del primera.
Un mapa més detallat (per exemple, un típic mapa provincial) també mostra el límit de cada unitat administrativa de segon nivell (com una ciutat-prefectura), igual que els mapes estatals dels EUA mostren els comtats nord-americans. En aquest cas, el nom de la mateixa unitat (com 咸宁市, Xianning) s'utilitza per etiquetar tota la zona. Dins d'ella, també es poden mostrar la divisió de les unitats de segon nivell en unitats de tercer nivell.
Aquesta convenció de vegades pot fer que sigui difícil identificar els llocs esmentats en les fonts antigues amb els llocs que apareixen en els moderns mapes. Per exemple, Guo Moruo diu en la seva autobiografia que va néixer a la petita ciutat de Shawan, en la prefectura de Leshan, i que va assistir a l'escola primària a Jiading, la principal ciutat de la prefectura. Un mapa modern típic és poc probable que mostri ambdues ciutats: Shawan, perquè és massa petita, i Jiading, perquè és la seu del govern de l'avui ciutat-prefectura de Leshan, que per tant està reflectida en un mapa modern amb un cercle retolat "Leshan". Un mapa més detallat (o Google Maps) pot mostrar el Districte de Shawan dins de Leshan, però, molt probablement, no Jiading (només potser el carrer Jiading (嘉定路) dins de la zona urbana de Leshan).
Les dades estadístiques de la Xina (superfície, població, valor de la producció industrial, etc.) solen estar agrupats a nivell de tota la ciutat-prefectura, així com en les unitats constituents de tercer nivell. Així, una persona no familiaritzada amb aquestes convencions, se sorprendrà al saber que la relativament petita i poc coneguda ciutat de Huangshi, Hubei, compta amb 2,5 milions d'habitants (més que la majoria de les capitals europees) fins que s'adona que aquest nombre correspon a una zona completa de gairebé 100 km de diàmetre de nivell de prefectura, que abasta diverses localitats (per exemple, Daye) que es descriuen com a "ciutats-comtat" per dret propi. Fins i tot si el lector té un mapa i les dades de tercer nivell de les unitats individuals, aconseguir saber la població de la principal zona urbana d'una ciutat-prefectura no serà fàcil, ja que pot estar dividida entre diversos districtes, alguns dels quals inclouen les àrees rurals properes.

## Ciutat-subprefectura
Una ciutat-subprefectura o ciutat-viceprefectura (xinès: 副地级市, pinyin: fùdìjíshì) És un tipus d'administració gairebé com una ciutat-comtat però amb una mica més d'autonomia i poder. Les ciutats-comtat estan sota la jurisdicció administrativa de les ciutats-prefectura, però les subprefectura són sovint administrades directament pel govern provincial, però malgrat això aquest tipus d'administració es categoritza com a ciutat-comtat.